# Sinédrio

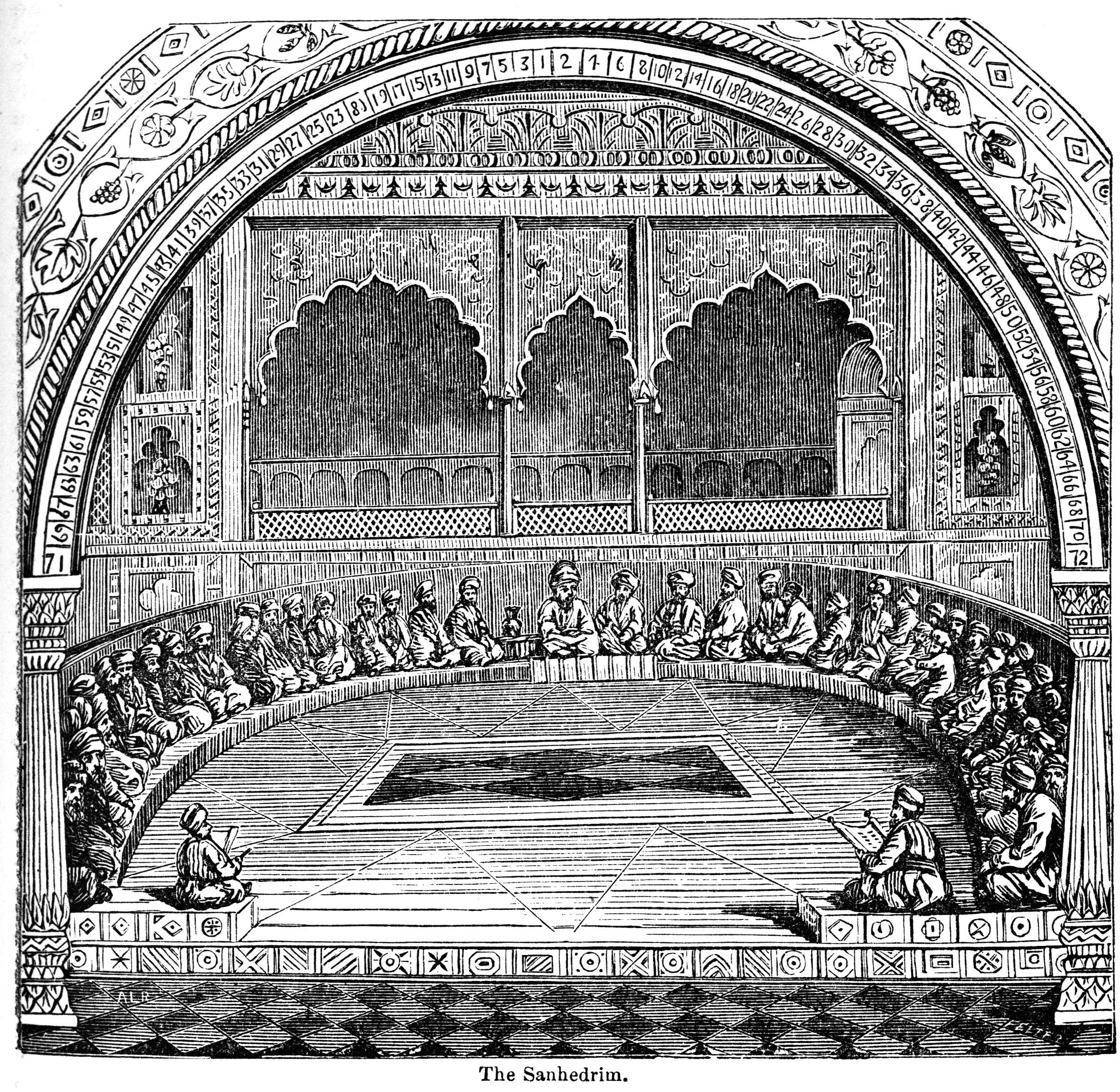
Sinédrio, Foto da encyclopedia em 1883

O Sinédrio (do hebraico סנהדרין sanhedrîn; συνέδριον synedrion, em grego, "assembleia sentada", donde "assembleia") é a associação de 20 ou 23 juízes que a Lei judaica ordena existir em cada cidade. O Grande Sinédrio era uma assembleia de juízes judeus que constituía a corte e legislativo supremos da antiga Israel. O Grande Sinédrio incluía um chefe ou príncipe (Nasi), um sumo-sacerdote (Cohen Gadol), um Av Beit Din (o segundo membro em importância) e outros 69 integrantes que se sentavam em semicírculo. Antes da destruição de Jerusalém em 70 d.C., o Grande Sinédrio reunia-se no Templo durante o dia, exceto antes dos festivais e do Sábado.
O Sinédrio foi dissolvido em  358 d.C. e, desde então, diversas tentativas de restabelecimento ocorreram.

## Grande Sinédrio e Sinédrio Menor
O Talmude identifica duas classes de cortes de rabinos chamadas Sinédrio, o Grande Sinédrio e o Sinédrio Menor. Cada cidade poderia ter seu próprio Sinédrio Menor de 23 juízes, mas poderia haver somente um Grande Sinédrio de 71 juízes, que também funcionava como Suprema Corte, julgando apelações dos casos dos Sinédrios Menores.
No uso corrente, o termo "Sinédrio" costuma referir-se ao Grande Sinédrio.